# Srobotnik pri Velikih Laščah
Srobotnik pri Velikih Laščah este o localitate din comuna Velike Lašče, Slovenia, cu o populație de 49 de locuitori.